# Issoria blancasi
Issoria blancasi är en fjärilsart som beskrevs av Hayward 1960. Issoria blancasi ingår i släktet Issoria och familjen praktfjärilar. Inga underarter finns listade i Catalogue of Life.